# Dynamický expresionismus
Dynamický expresionismus je architektonickou formou, která klade důraz na dynamické, oblé tvary.

## Představitelé
Erich Mendelsohn
- Einsteinova věž v Postupimi (1919–1921)[1][2]
- Budova nakladatelství Rudolfa Mosseho v Berlíně (1921–1923)[1]
- Obchodní dům Rudolf Petersdorff ve Vratislavi (1927–1928)[1]
- Obchodní dům Schocken v Saské Kamenici (1928–1930)[1][2]
- Obchodní dům Bachner v Moravské Ostravě (1932–1933)[1]

Adolf Foehr
- Brandejsův obchodní dům v Praze (1930–1932)[1][2][3] – nejvýraznějším prvkem je dynamicky tvarovaný nárožní arkýř

Thilo Schoder
- Vila průmyslníka Franze Strosse v Liberci (1923–1925)[4] – výstřední rodinné sídlo připomínající loď

Heinrich Lauterbach
- Vily v Jablonci nad Nisou (1930–1932)[4] – dynamické, proudnicové tvary

Otto Klein
- Vila v Praze-Strašnicích[4]

Rudolf Günther
Erwin Katona

## Galerie

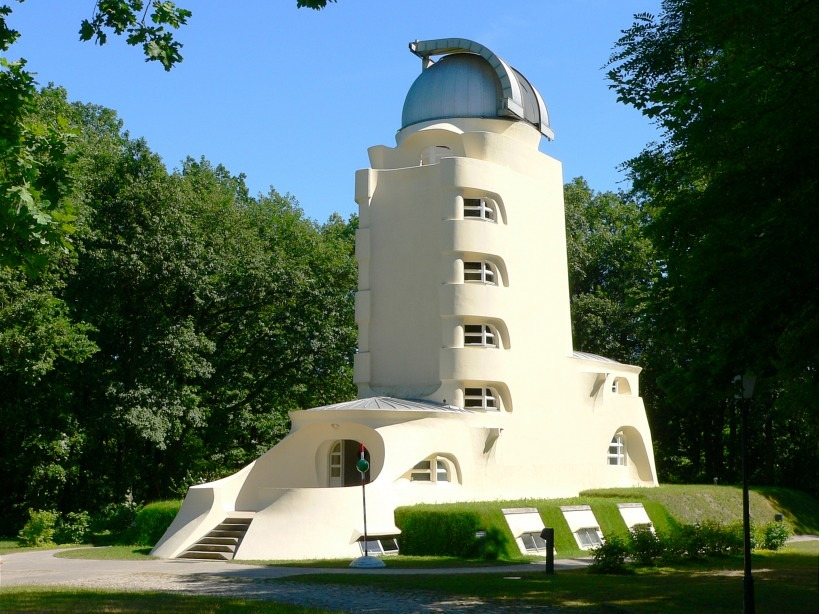
Erich Mendelsohn: Einsteinova věž
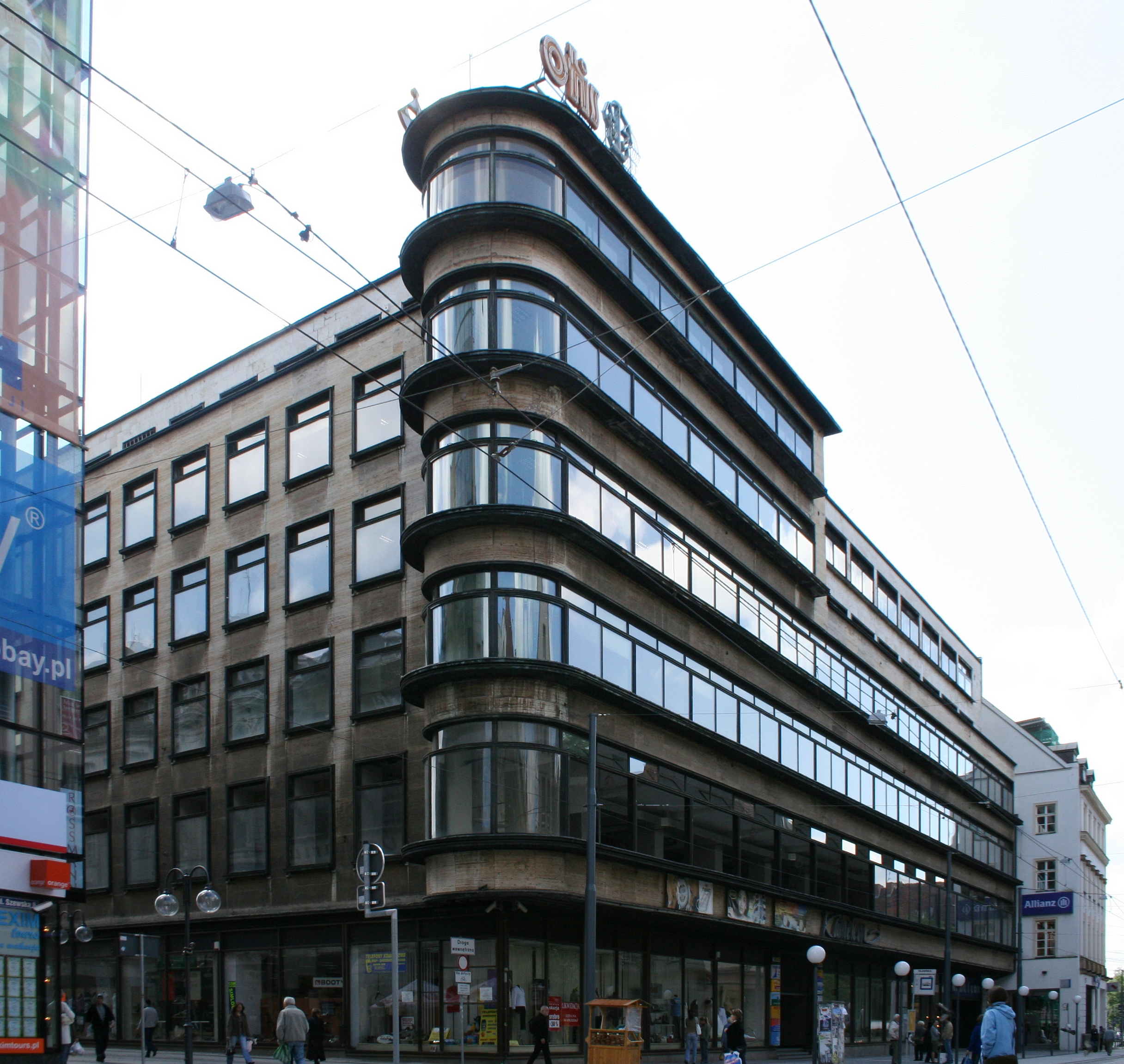
Erich Mendelsohn: Obchodní dům ve Vratislavi
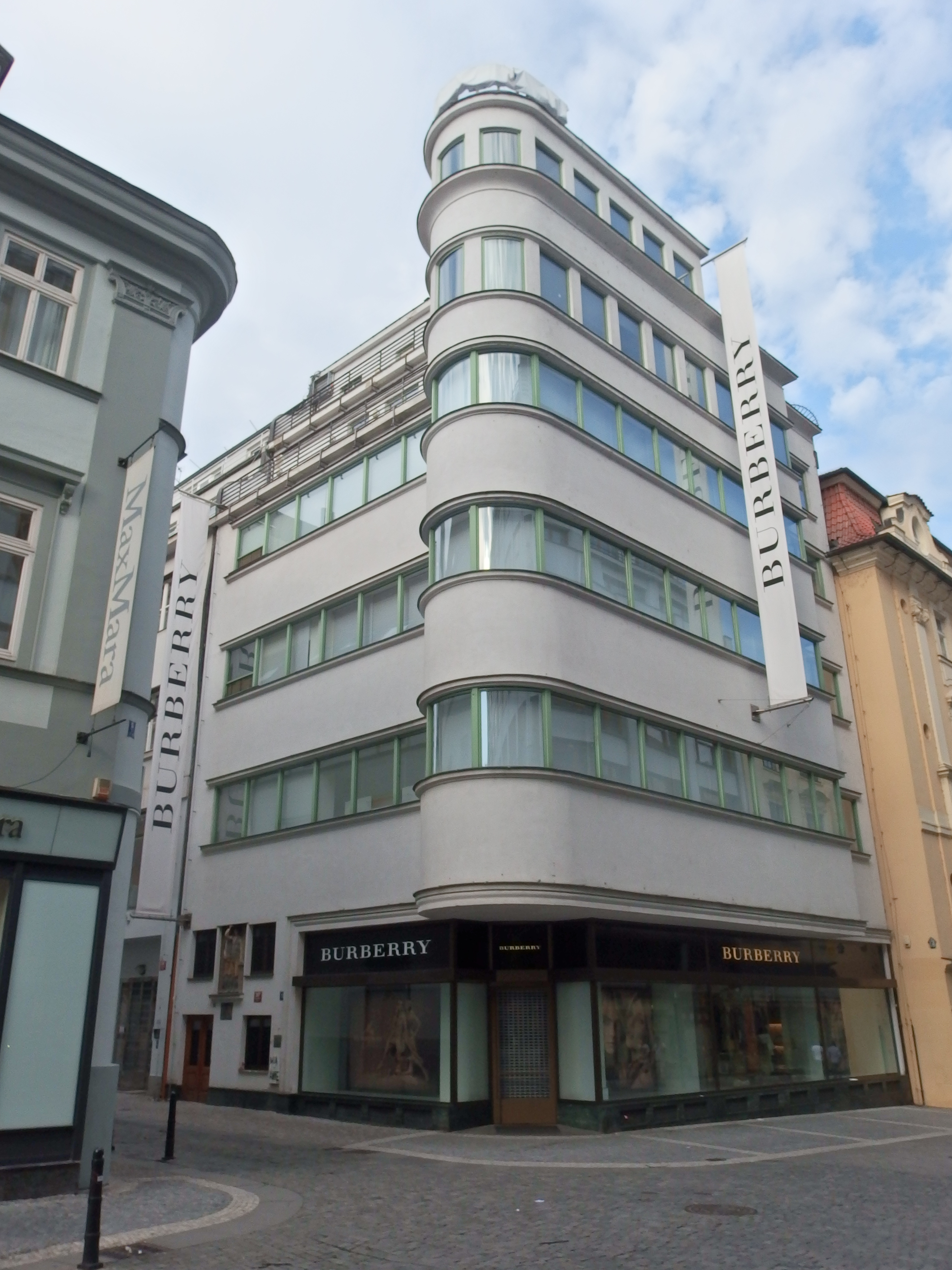
Adolf Foehr: Brandejsův obchodní dům
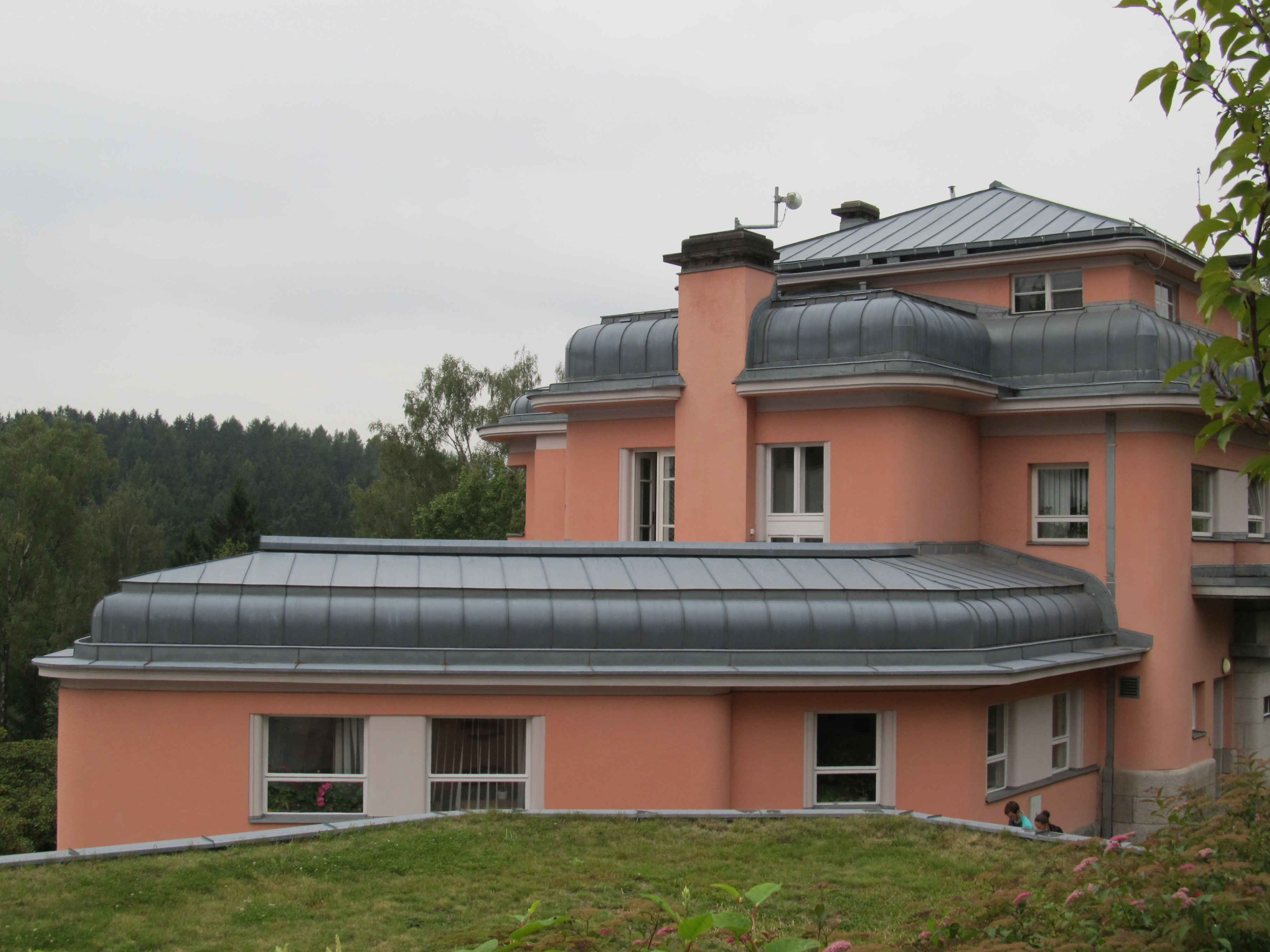
Thilo Schoder: Strossova vila v Liberci
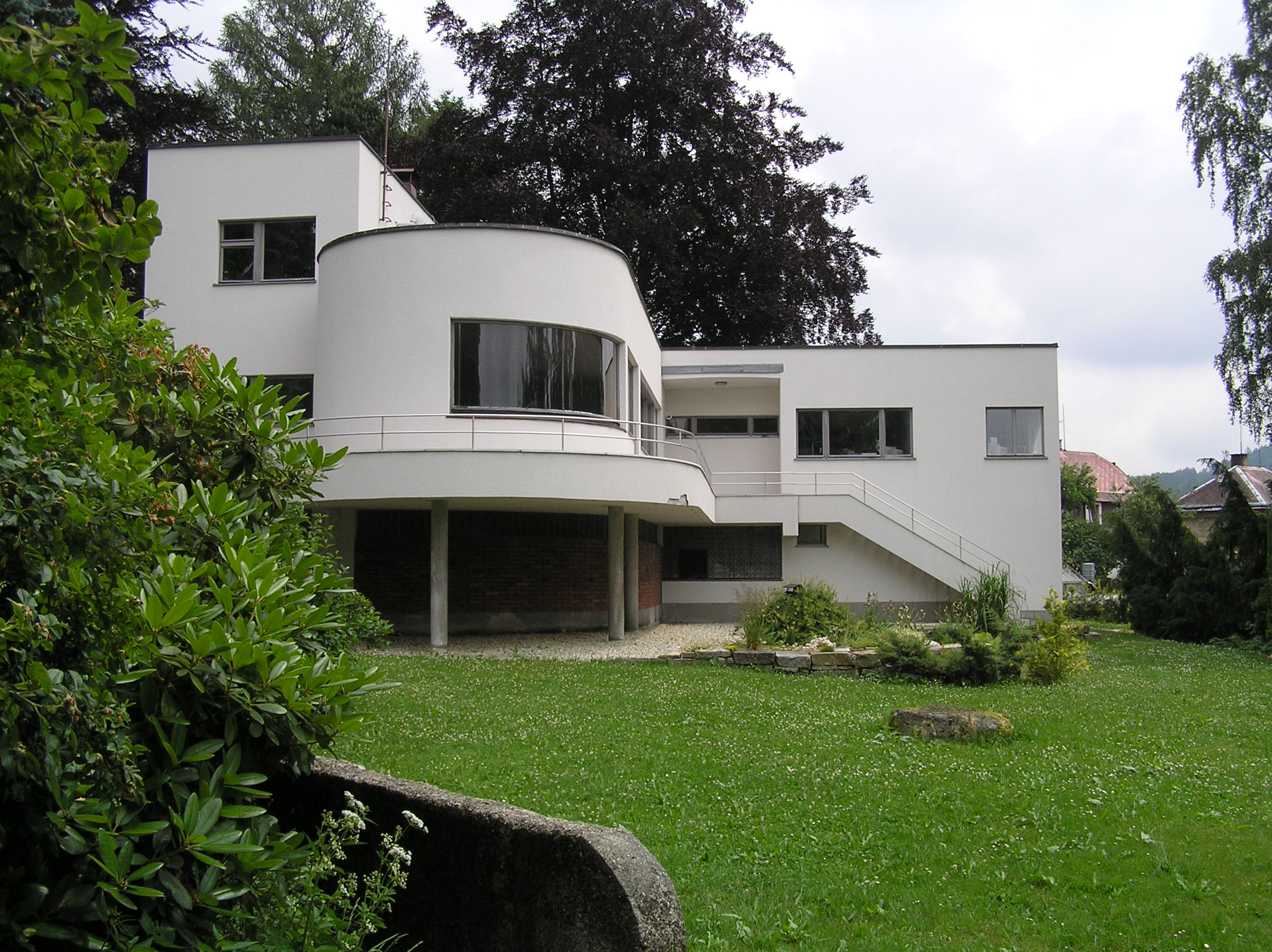
Heinrich Lauterbach: Háskova vila v Jablonci
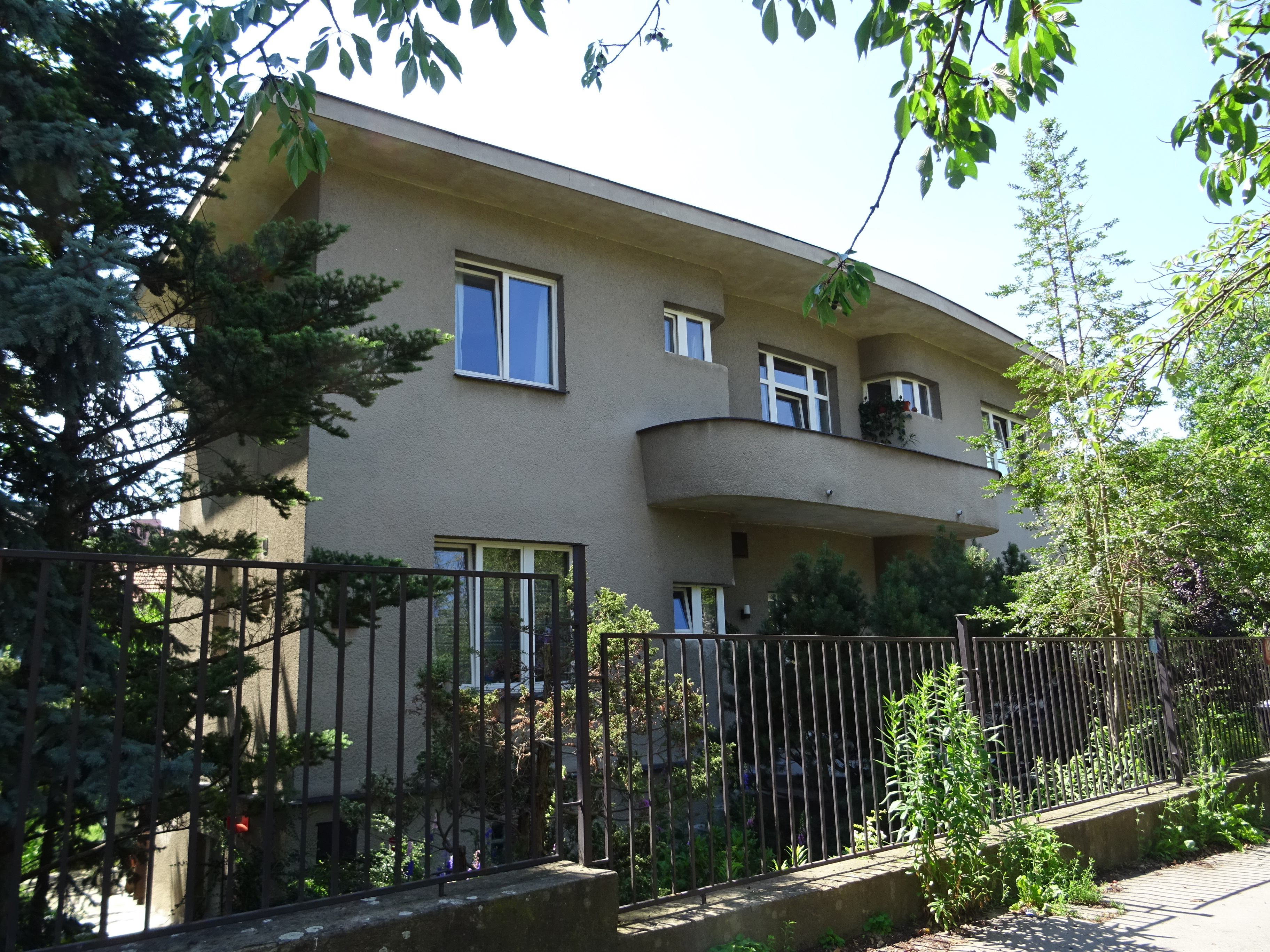
Otto Klein: Vila v Praze-Strašnicích